# セクシーコマンドー外伝 すごいよ!!マサルさん
『セクシーコマンドー外伝 すごいよ!!マサルさん』（セクシーコマンドーがいでん すごいよ マサルさん）は、うすた京介による日本の漫画。

## 概要
謎の格闘技「セクシーコマンドー」を操る高校生・花中島マサルと、奇妙で癖のあるセクシーコマンドー部の部員たちを中心に展開されるギャグ漫画。『週刊少年ジャンプ』（集英社）において、1995年から1997年まで連載された。全79話。
うすたの連載デビュー作であり、代表作でもある。本伝が無いにもかかわらず、「セクシーコマンドー外伝」というタイトルであるなど、独特の視点から支離滅裂なギャグを展開していくストーリーが人気を博した。
話数カウントは「コマンドー○○」。サブタイトルは、当初「マサルと○○」という形だったが、第33話の「マサルの放課後個人授業」、第40話の「フーミンとネコの達人」で崩れ始め、その直後の第41話以降は、ほとんど「マサルと○○」というフォーマットを無視したサブタイトルばかりになる。

## 作風と影響
作者のうすたが強い関心を持つセガやCMに関するパロディが散見される。また1980年代の芸能人やテレビ番組（『お笑いマンガ道場』など）、漫画（『キン肉マン』『北斗の拳』『聖闘士星矢』など）のパロディも多い。
当時の『ジャンプ』において、バトル要素のある漫画の主人公は強豪たちが集うトーナメント戦に出場することがほぼ定番化していた。本作においてもセクシーコマンドー部が全国大会に出場するが、最終的に決勝戦を棄権して終わる。また、最終回では唐突に「第2部・地獄校長編」が開始され、たった1話のみで完結するなど、読者の予想の裏を掻く展開で笑いを誘った。
『マサル』の影響で同方向のナンセンスギャグを追い求める漫画家志望者が増加したため、「マネもほどほどに...」という見出しで『ジャンプ』本誌の新人賞募集ページに注意書きが掲載されたことがある。
グッズ展開として、アニメ放送後にノート、下敷、トレーディングカードの他、主人公のマサルと並んで人気が高かった「メソ」はゲームセンターの景品として、ぬいぐるみやキーホルダーなどが作られている。
韓国では1997年より『멋지다!!마사루（すごいよ!!マサルさん）』のタイトルで『週刊少年チャンプ』（大元）に掲載され、単行本もチャンプコミックスより全巻刊行された。「セクシーコマンドー」が「チャーミングコマンドー（애교코만도）」に改変されるなど、当時の韓国の倫理観に合わせた若干のローカライズが行われた以外は意味不明なギャグがほとんどそのまま翻訳された。しかし、例えば額に「肉」を描くシーンでは「へのつっぱりはいらない人にそっくりだーっ」のセリフが「精肉屋の肉にそっくりだーっ」に改変されるなど、韓国人読者になじみのないパロディは『チャンプ』編集部によってセリフが改変された。日本と同様、韓国の漫画家志望者にも大きな影響を与え、『チャンプ』の投稿作品はしばらく『マサル』の亜流ギャグ漫画だらけとなった。また、2003年に映画『オールド・ボーイ』で第57回カンヌ国際映画祭のグランプリを獲得したパク・チャヌク監督は、「本当は『マサル』を映画化したかった」とコメントしている。
2000年代前半に韓国のインターネットで流行した「ビョーキ（ko:병맛）」ムーブメントの始祖とされ、「ウォンチュウ（ko:원츄）」は2000年代前半の韓国のインターネットにおける流行語になった。
2009年2月13日に放送された『世界を変える100人の日本人! JAPAN☆ALLSTARS』によれば、ニューヨークアポロ・シアターに出演し総合優勝した上野隆博はこの作品の「ダバダバ」をヒントにしたダンスを踊った。さらに、この動きは米歌手マドンナの目にとまり、2009年9月発表の曲「Celebration」プロモーションビデオ（With Fun Ver）中でも「ダバダバ」を披露している（PV中2分35秒頃）。また、実在する音楽ユニットちめいどはその名前を本作のギャグから取っている。

## 連載終了までの経緯
『週刊少年ジャンプ』購読層だけでなく、それ以外の世代にも絶大な人気を得てアニメ化も決定したが、唐突な形で結末を迎える（アニメ放送は連載終了後）。
連載終了を決めた理由として、うすたは連載前まで半年に1回しかネームを描いていなかったために週刊連載のペースについていけなかったこと、および原稿の締め切りや読者からの評価・期待などのプレッシャーから連載に対する自信をなくしていったことを挙げている。実際、連載末期は絵柄が乱雑になっていき、原稿を落としたりなどした。このような経緯から、原稿を放り出して逃げ出そうと考えるまでになっていた。
周りから「やめたら後悔するよ」と諭されたが、「ここでやめないと二度と立ち直れなくなる」と感じたため、約1年8か月の連載を終了するに至った。連載終了後、うすたは「今でも後悔することもあるが、決断が間違っていたとは思っていない。『マサル』という作品は79話で終わる運命だった」と振り返っている。

## 主な登場人物
「声 - 」の表記は、テレビアニメにおける担当声優。

### 県立わかめ高校

#### セクシーコマンドー部（ヒゲ部）部員
作中では校長の策略で、モエモエを除く全員が2回留年している。
花中島 マサル（）
声 - 上田祐司（現：うえだゆうじ）
本作の主人公。2年7組。セクシーコマンドー部（ヒゲ部）部長にして、廃部寸前の空手部をセクシーコマンドー部にした実質的な設立者。部のユニフォームや主題歌、シンボルマークなどもほとんど自分の独断で決めた。
あらゆる格闘技を習得したが、ある日道端で見つけた雑誌をきっかけにセクシーコマンドーを知り、セクシーコマンドーこそ自らが求める格闘技だと確信。山籠もりの末、習得に至る。
傍若無人な性格に加え、常人には理解不能な言動を繰り返すため、校内では変人と思われているばかりか、マサル以外の2年7組の生徒全員までもが「変態クラス」の誹りを受けている。常に上半身は紳士用肌着のみを身に着け、さらに両肩には謎の輪チャームポイントを装着している。また、彼の血液には謎の物質ノッホソが含まれており、今朝食べた何らかの物質と混ざり合うことによって痺れ薬が効かなくなる。
無類のヒゲマニアでもある他、倒して気絶している相手の額に「肉」の字を書くことが多い。また、変なあだ名を付けることが得意。しばしば奇妙な歌を自作しては歌っている。ヨロシク仮面の熱狂的ファンであり、最強の男と呼んで尊敬を捧げている。
子供時代は母の影響から夢見る乙女チックな美少年で、たくましく育ってほしいがゆえに厳しい態度を取っていた父をあまり好いていなかった。しかし、家族旅行で訪れたサバンナにて頭を思いきりライオンに噛まれ、そのライオンを倒した父を尊敬するようになる。
高校卒業後は旅人になると決めている。
誕生前、「マサル」以外の名前候補として、「マサイ」「マサノリ」「マサノレ」「ヌサル」「マセル」などがあった。
藤山 起目粒（）
声 - 金丸淳一
2年7組。通称フーミン。本作は彼の視点で描かれることが多い。
第1話でわかめ高校に転入。今まで転校を繰り返してきたため、わかめ高校に来るにあたり「友達を100人作る」という目標を掲げていたが、転入して早々マサルに目をつけられ、親友兼ツッコミ役となる。マサルとつるんでいるせいで常識人であるにもかかわらずクラス内ではマサルの同類と見なされており、留年に巻き込まれて以降はさらに浮いた存在と化している。
無類の猫好き。また、兄・妹・弟2人・海外に姉と、兄弟が多い。
初期稿ではあだ名は「マチコ」になる予定だったらしい。マサルが藤山のあだ名を決める際にも候補として登場したが、結局「フーミン」と「げろしゃぶ」の2択に絞られた。
近藤 真茶彦（）
声 - 一条和矢
3年生。通称マチャ彦。スーザン（校長）からは「近藤（こんど）っち」とも呼ばれる。マサルが以前に所属していた空手部の部長だったが、マサルが入部して早々部員全員を倒してしまったせいで廃部寸前となり、部を再建しようとするうちにいつの間にかセクシーコマンドー部の部員にされた。
比較的良識はあるが、「男」というフレーズに弱く、「卑怯」「男らしくない」と指摘されると露骨にショックを受け、くじけると主に関西弁が出る。フユミという美少女に恋心を抱いたこともあったが、奇行と自身の書いた意味不明なラブレターによって玉砕した。
アニメ版では、マチャ彦のテーマ曲として近藤真彦のヒット曲『ギンギラギンにさりげなく』をパロディ化したBGMが使用されていた。アレンジもアップテンポなものとバラード風なものがあった。
磯辺 強（）
声 - 長島雄一（現：チョー）
2年生。通称キャシャリン。あだ名の通り華奢な体格の上、体を軽く叩かれるだけで脱臼するほど脆弱。それをネタに同級生からパシリとして扱われており、強い男になって見返すためにセクシーコマンドー部に入部した。普段は語尾に「～ッス」と付け、誰に対しても腰が低い。
中学まではまともな体であったが、マッチョに憧れて自ら調合した怪しげな薬・つよしスペシャルを飲み続けた結果、体が衰えてしまった。つよしスペシャルを服用するとトランス状態に陥り、「オクレ兄さん!」と叫んだり変な夢を見たりする。たまにマッスルの神様（マ神）を召喚する。
中学時代は野球で有名なダビデ二中に通っており、1年生の頃からエースであった。現在もわかめ高校野球部のエース・川島の球を1球で見切り打ち返すほどの実力を保持している。
連載後半には宇宙人に捕まり、洗脳コントロール用の角を移植される。角は皮膚と繋がっており、頭の中から直接生えるような形になっているため取り外すことができなかったが、本人も気に入ったため以降そのままになった。連載終了後も変わっていないらしい。
マ神（）
キャシャリンが個人的に崇拝している、筋肉質の体を持つ中年男性風の神。野球勝負ではキャシャリンに力を貸し、超剛速球「キン肉ボール」を放たせるも、たった1球、しかも投球練習でキャシャリンともども燃え尽きてしまう。全国大会ではキャシャリンに憑依しマッスルボディに変えたが、何の役にも立たなかった。マサルだけは彼を見ることができるらしい。
田中スーザンふ美子（）
声 - 井上和彦
赤い覆面を被っている謎の生徒。通称スーザン。その正体はわかめ高校校長・さかきばらのぶゆきその人で、マサル以外の人間には正体が知られている。当初は3年生ということにしていたが、後に2年生だと言い換えた。マスクはスイス製らしく、学校指定の制服屋で購入している。
アフロ君入部以降、スーザンとしてはほとんど登場しなくなる。
佐藤 吾次郎（）
声 - 内藤玲
1年生。通称アフロ君。天才的な頭脳を持つ優等生だが、女子生徒にプロポーズして冷淡に断られたことからモテないのは外見や言動にインパクトが無いからだと思い込み、変人のマサルに相談した結果、髪型を七三分けからアフロヘアーに変えられる。その後、部活を見学し入部を決めた。なお、アフロにされる前のあだ名は「めがね君」。
当初は嫌がったアフロにも愛着を持つようになったが、全国大会中に綾茂高校の闇討ちでアフロをちぎられ、ナイトキャップらしきものを被り隠したものの、マサルにあっさりと外され「アフロ…?君」という新たなあだ名を付けられてしまう。
温泉旅行では男宿名物「べっとり・ザ・アグネス」に負けて入口で脱落した上、帰り際にトレパンと一緒に放置された。
嫌いな食べ物はピータン。理由は、かつて父親がピータンに夢中になっていた頃、毎朝毎晩ピータンの混ぜご飯を食べさせられていたから。実家は大金持ちらしい。
北原 ともえ（）
声 - 小西寛子
2年生（後に進級）。通称モエモエ。マネージャーで、部のアイドル的存在。演劇部と掛け持ちしており、そこでの友達からは「もえ」と呼ばれている。
見た目も性格も至って普通の女子高生だが、美容師兼ヒゲ師であった亡き父親（声 - 井上和彦）の影響でヒゲに異常なこだわりを持つ。マサルとはヒゲを通じて意気投合し、セクシーコマンドー部を「ヒゲ部」に変えるきっかけを作った。
おっちょこちょいなところがあり、よく物を紛失する。ヒゲッパという名前の犬を飼っている。好きな男性のタイプは、「断トツで」ダリ。
なお、「モエモエ」のイントネーションは「カーテン」や「ラーメン」と同じで上がって下がる。
メソ…
声 - 南央美
謎の生物。「めそ」または「メソ」とも呼ばれる。本当は「メソ」の後に何か言葉が続くようだが、その部分を知っている人間はマサルのみ。モエモエの父が生前追い求めていた伝説の青いヒゲとも関係があるかどうかは定かでない。
マサルたちが山に遊びに行った際、洞窟の中にあった謎の空間で発見。見た目の可愛らしさからマサル以外の全員が連れ帰ってペットにしようとし、マサルも当初こそ「立派な青いヒゲを生やすだけ無駄なところ（眉）に生やしているから」と難色を示したものの、結局は許可した。以降、セクシーコマンドー部、ひいては本作のマスコットキャラクターとなる。
一見可愛らしい小動物だが、その外見は着ぐるみであり、背中にはチャックがついている。舌が割れていたり、突然体が膨張したり、チャックを内側から閉めることもできるなど、とても怪しい。中に何がいるのかは分からないが、2匹の生命体であるらしい。基本的に鳴き声は「モキュ」だが、気を抜いた時や焦っている時に「チェストー!!!!」「はよせな」などといった言葉を発する。
『武士沢レシーブ』では、国本ちはるの部屋の目覚まし時計として登場している。
ボナンザ
野球勝負でマサルが用意した助っ人。その正体はシンバルを持ったサルの玩具。マサルによれば「君たち（セクシーコマンドー部）はただのオモチャか何かと思ってるんだろうが、こいつはそんなヤワなもんじゃない」「やる気まんまん」らしい。
なめられていると感じた川島にボールをぶつけられて壊れ、8対8で試合が行われた。たった数コマの短い登場だったが、人気投票では10位になる。
うすたによると、名前の由来は『COMIC BOONANZA』（リイド社）という成年漫画雑誌からで、名前が面白いという理由で取られた（ウ元ハ王版2巻）。

#### 教師
さかきばら のぶゆき
声 - 井上和彦
わかめ高校校長。「校長」の文字が無数にプリントされたネクタイを愛用。一見弱った老人にしか見えないが、実は「バイオレンスのぶちゃん」の異名で恐れられた伝説的なセクシーメイトであり、自身も田中スーザンふ美子としてセクシーコマンドー部に参加する。高校のチャイムも担当している。
校内の花壇をわかめ王国と名づけ、わかめ（外観はコンブ）、味噌（糠）、花かつおなどを植えて世話をしている。マサル率いるセクシーコマンドー部には、ユニフォームを買いに行く時にポケットマネーを出したり、部費を50万円出したりと非常に優遇し、セクシーコマンドー部を存続させるため、校長権限でモエモエ以外の全部員を留年させたりした。マサルに賄賂として貰ったまるごとババナさんが好き。
元は熱血教師で、かつての教え子だった鬼風陣 豪が内閣総理大臣に就任。また、昭和30年から昭和31年の間に豪とのやりとりが原因で急激に老いてしまった。現在では何かと魂が抜け出て臨死状態になり、その度にマサル以外の部員たちを不安にさせる。
セクシーコマンドーを知ったきっかけは、17歳ぐらいの時に雑誌を拾ったことだった。
松田 達郎（）
声 - 高橋広司
国語教師。2年7組の担任およびセクシーコマンドー部顧問でもある。通称トレパン。初登場時29歳。いつもトレーニングパンツとサングラス、ホイッスルを身に着けている。
部活の顧問をしたいがためにセクシーコマンドー部の顧問に名乗り出ただけで、セクシーコマンドーのことは何も知らない。以前はアマチュア無線部の顧問をしていたが、この時もアマチュア無線のことは何も知らなかった。堪え性がなく、何でもすぐに諦め、その度に自分自身に対して言い訳をする上に、校長など自分より立場が大きい者には潔く屈する。このような性格のため、部員たちには疎んじられており、ジャガーからも「コイツの笛は許しがたい」と言われている（ウ元ハ王版3巻）。
マリコ先生に片思いしているが、相手からは同僚以上の感情は持たれていない。トレーニングパンツ以外ではケミカルウォッシュジーンズも愛着している。
一番楽そうという理由で国語教師を目指した。本を読むのは嫌いで、活字を見ていると眠くなる。どんなスタイルにも合わせ易いという理由から、小豆色のトレパンを気に入っている。キャラクターモデルは、うすたが中学1年の時にいた社会の先生（ウ元ハ王版2巻）。
マリコ先生
声 - 天野由梨
保健医、新体操部顧問。初登場時22歳。苗字は不明。マサルが山籠もりで学校を休んでいる間に着任した。セクシーな外見と仕草で教師や生徒を悩殺しているが、本人は真面目で良識ある性格。
セクシーコマンドー部が設立の承認を得るために部員集めをしていた頃、マチャ彦の提案でセクシーコマンドー部の部員にされかかるが、マサルの「最初からセクシーなら、セクシーコマンドーをする意味が無い」という指摘により頓挫。後に顧問としても勧誘されるが、その時は新体操部の顧問を既に行っていることを伝えて断った。校長には興味を持っているらしく、バレンタインデーにチョコを贈っている。
うすたは「大人の女性なので、描きにくいキャラ」と語っている。
教頭（）
わかめ高校の教頭。度々登場する。3日以内に部員を5人集める約束でセクシーコマンドー部の設立を許した。
武田（）
声 - 沢木郁也
野球部顧問。年配の教師。セクシーコマンドー部が50万円もの部費を与えられたことをきっかけに、職員会議でトレパンと衝突。セクシーコマンドー部と野球勝負を行う。
勝負の後には、部費にこだわりムキになっていた自身を反省し、セクシーコマンドー部と和解した。
無し元 小銀（）
全国大会で準優勝して以来、全く部活動をしなくなってしまったセクシーコマンドー部を見かねた校長がセクシーコマンドー協会から呼んだ新顧問。自称「セ協のホープ」。
彼の赴任と共にトレパンは顧問を解任され、それだけでなくマリコ先生にも色目を使ったためトレパンから敵視され、対決する。熱血ぶっているが本性はトレパンと同レベルの器の小さい人間で、自分の都合が悪くなるとトレパンに難癖をつけて逆ギレしていた。
本当は臆病者で、子供の頃からいじめられていたため、体を鍛えるべくセクシーコマンドーを始めた。些細なことで驚いて大げさなポーズと共に倒れる癖があり、そのポーズを含めて「リアクションが古い」とマサルたちに突っ込まれている。
マリコ先生同様、うすたは描きにくいキャラとして挙げている。

#### 生徒
タケダ
マサルとフーミンのクラスメイト。調子に乗りやすい。1話で2コマのみの登場にもかかわらず人気投票で18位にランク入りする。3年間無遅刻・無欠席の記録を持っている。アニメ版では登場シーンがカットされた。
沢村 りえ（）
声 - 岩坪理江
マサルとフーミンのクラスメイト。マサルとしか話さないフーミンを心配し、話しかけたが、フーミンも変態だと思っている友人に無理矢理話を遮られ連れて行かれる。
服部（）
声 - 花田光
3年生。通称うまい棒。元空手部でそれなりの実力者だったが、空手部に入って間もないマサルに負けたことでやる気をなくし、不良となった。常に山下とつるんで行動し、マサルに仕返しする機会を窺う。学生服ではなく、トレーナーなどの私服を着ていることが多い。
1度目の仕返しではマサルの名を騙って悪事を働き、マサルをおびき寄せ、目を閉じてマサルの動きを無視するという作戦でセクシーコマンドーを破ったが、攻撃が終わった後も目を閉じたままでいたためあっさりと倒される。2回目の仕返しではメソを誘拐しようとしたが、メソの可愛さに情が移って断念。その後、特にマサルたちと絡むことはなかったが、授業をサボっていたところ、突然現れたサトルから「オイニーって言うな……さかさまに言うなー!!」と理不尽な説教をされた。
実は留年生だが、マサルたちと同様に2年目に突入したかは不明。うまい棒の種類に非常に詳しい。
山下（）
声 - 村井厚之
3年生。通称ティッシュ。服部と同じ経緯で不良となった。長い茶髪、ピアスが特徴。服部に比べると活躍する場面は少ない。
石黒（）
声 - 陶山章央
2年8組の不良生徒。体育の授業のため仲間3人とグラウンドへ歩いていたところ、校舎から飛び降りてきたマサルに驚き、マサルに絡むが、謝罪としてのし袋を渡されたことで見逃す。のし袋の中身が猫の写真だったためマサルに対して授業中嫌がらせをした結果、マサルに倒されて額に「肉」と書かれ、へのつっぱりはいらない人に似た顔にされた。
翌日、いつもマサルと一緒にいるフーミンに目をつけ、殴ろうとするが、仲裁に入ったマチャ彦を代わりに殴ってストレスを発散。さらに後日、マサルがセクシーコマンドー部を作ろうとしていることを知ると、入部を志願すると装って近づき、教頭の目の前で暴れることで部の設立を頓挫させようと企むが、校長に阻止される。その後、利害の一致から服部・山下と組むも失敗に終わる。
松井（）
声 - 小西克幸
石黒と行動を共にする不良。一度マサルにやられた後、彼に関わらないよう石黒を諭すも聞く耳を持たれなかった。一度だけ服部・山下と組む石黒に付き合ったが、二度目はなかった。
伸子（）
演劇部の裏方。モエモエの友人。あだ名は「ノブリ」。眼鏡をかけて、髪をお下げにしている。
川島（）
声 - 谷山紀章
野球部のエースピッチャーでなぜか左投右打。部同士の野球勝負でもマウンドに立つが、セクシーコマンドー部のいい加減な態度に激怒。その怒りは凄まじく、彼をよく知る友人ですら「あれは川島ではなく西島だ」といささか錯乱気味に語るほどだった。最後まで勝負を捨てようとしなかったが、結局はマサルの無茶苦茶な魔球の前に戦意を喪失し、負けを認める。
野球部のキャッチャー
声 - 川津泰彦
本名は不明。手のしびれが取れないほどの川島の剛速球を受け止め、彼の焦りを察した。
猿渡 守（）
野球部部員。目立たないため、部員にも名前を覚えられておらず「中島」「中山」「中なんとかー」と言われ、半泣き状態になっていた。マサルの魔球に手も足も出ず、他の部員たちと共に勝負を捨て、川島とマサルの一騎打ちを見守る。
轟 車じ郎（）
声 - 立木文彦
新聞部部長。ニット帽にサングラスを着用。法外な部費を貰っているセクシーコマンドー部に疑惑を持ち、裏を探る。
たくみ
声 - 山崎たくみ
新聞部部員。マサルの差し金で紙面をセクシーコマンドー部を担ぐような内容にしたために、轟に鼻の穴のアップを撮られる。
ちえ
声 - 杉本ゆう
マサルとフーミンの留年した後のクラスメイト。学校に来ないマサルのことをフーミンに尋ねた。フーミンのことは先輩と呼ぶが、内心ではフーミンのことも「まともっぽいが怪しかった」と思っている。

### 花中島家
マサルの家族。自宅は布で覆われており、マサルの自室には「ソドップ」「もっちゃん」などの怪しい言葉だけを録音したカセットテープがある。
花中島 サトル（）
マサルの父。息子以上の変人。本人曰く「息子の教育」を仕事にしており、マサルが困った際に度々現れる。
幼少の頃、男らしくたくましくなってほしいという思いとは裏腹に、母に似てロマンティストに育つマサルに歯がゆさを感じていた。行き先を決めず家族を引き連れて旅行し、行き着いたサバンナでマサルの頭をライオンに噛ませ、そのライオンを倒す。それ以来、マサルから尊敬される。
アニメではオープニングに平等院と共に毎回登場している。本編はサトル初登場の寸前で終了したため、最終回の48話に半ば強引に登場したが、屋根の上でアコースティックギターを演奏したのみで喋るシーンは無かった。
マサルの母
声 - 麻生かほ里
名前は不明。顔はシルエットになっていて、よく見えない。幼少期の息子でさえ母の顔をよく把握していない。口調は上品で、声もとても綺麗らしい。
幼少の頃から、息子をロマンティックな少年に育てようとしていた。怒ると額に第3の眼が現れかなり恐ろしいらしく、サトルも妻には一目置いている。失礼な発言をする中学生どもの髪の毛を、いましめとして1人6万本ずつ引き抜いたこともあるらしい。

### 毛生え薬研究会
謎の発明集団。マサルのチャームポイントで髪が伸びることを西友で目撃して知り、それを毛生え薬の原材料にすることを目論む。毛生え薬で増毛した後は4人でお笑いグループを結成し、自分の髪型と同じカツラを被って笑いのネタにする算段であった。
ボス（BOSS）
声 - 緒方賢一
毛生え薬研究会を束ねる男。マサルのチャームポイントが異星の物質であることを知っていた。かけている丸いサングラスは、左側のレンズは紫色で、反対側はただの透明レンズ。興奮すると「コペルニクス」と叫ぶ。
キースのメッセージを曲解し、秘密兵器「コペルニクス1号」を携えて徒歩で助けに向かう。到着後、会の名前についてセクシーコマンドー部から散々に批判され、さらに魂胆をマチャ彦に言い当てられる。その後コントローラーをマサルに壊され、頼みのコペルニクス1号が動かなくなったため部下と一緒に退散した。
ボビー
声 - 鶴岡聡
ボスの部下で、サングラスにスキンヘッドの大男。マサルのチャームポイントに近づき、サングラスを黄色く変色させたことで目当ての品であることを実証した。
マサルを襲うが返り討ちに遭い、顔に「肉」や「米」「骨」など大量の落書きをされるが、マサルによれば失敗。その後再度襲い掛かるも、スーザン（校長）の放課後キャンパスに沈む。
エリック
声 - 高橋広司
ボスの部下で、オールバックのビジネスマン然とした男。キース曰く大学出。ボビーがやられて逃走後、キースと共に再度マサルの前に現れたが、マチャ彦の卑怯な不意打ちで倒された。
キース
声 - 横田栄治
ボスの部下で、短い金髪の男。エリックと共に増援に向かったが、エリックが倒されたのを見て恐れをなし、セガのロボピッチャを改造した通信機を使い「ボスケテ（ボスタスケテ）」と信号を送る。
その後はボスの持ってきたコペルニクス1号をリモコン操作し、セクシーコマンドー部を苦しめるが、フーミンの陽動作戦により隙を突いたマサルにぶっ飛ばされた。
コペルニクス1号
毛生え薬研究会の秘密兵器、またの名を「今週のうっとりねっちょりメカ」。大きなこけしに両腕と掃除機の吸込口を付けた風貌。キースがラジコンの送信機で動かす。登場時にはキースが「こけしやないかい」とツッコミを入れ、笑いを取ろうとしたが、全くウケなかった。
見た目の割に動きが素早く、セクシーコマンドー歴の長いスーザン（校長）ですら背後を取られて倒され、マチャ彦、キャシャリンも次々と倒される。しかし、キースが操っていることを知ったマサルの策により、フーミンが陽動作戦を行い、その隙にマサルがキースもろとも送信機を壊したため、機能を停止。人気投票では13位にランク入りしている。

### 劇中劇『ヨロシク仮面』とその関連人物
ヨロシク仮面
声 - 井上和彦
特撮ヒーロー番組『あいさつ仮面シリーズ』の一作『ヨロシク仮面』の主人公。続編として『ヨロシク仮面 DATSU☆NO（ダッツ☆ノー）』も放送されている。本人の弁によれば、普段はけっこう気さくないい奴だと友達にも言われるらしい。ブリーフがトレードマーク。決め台詞は「おやごさんにヨロシク」。必殺技はブリーフの舞で、これをすると空気中のブリフィッシュエネルギーを吸収し、よりエレガントな男になれる。
『DATSU☆NO』では新・ブリーフの舞にパワーアップ。空気中のブリフィッシュエネルギーを吸収し再び開放することにより、世界中のブリーフを集結させ、誰のモノともつかぬ世界のブリーフたちと共に自分で考えたダンスをひたすら踊り続ける。
その素性はタケルという名の青年で、事件が無い時は昼間から酒を飲んだり、レンタルビデオ屋で「マニアックなアニメ～ション」のビデオを借りたりしている。
9話でマサルが歌っていた歌は、『ヨロシク仮面』の第203話で一度だけ流れた挿入歌「ヨロシク仮面・布地のテーマ」（ウ元ハ王版1巻）。ほとんど同じ曲で「ヨロシク仮面・服のテーマ」も存在するらしい。
大木（おおき）
声 - 長島雄一
ヨロシク仮面のスーツアクターを務める中年男性。『あいさつ仮面シリーズ』に長年かかわってきたらしく、西友の屋上でのショーを担当している。
ショーの途中、ブリーフが破れたため、慌てて楽屋に戻ろうとしたところ段差で将棋倒しになり負傷。怪我を押してショーを行おうとするも、替えのブリーフが無いことに気づき半ば諦めるが、わざわざ父親のブリーフを持参してヨロシク仮面ショーに来たマサルのこだわりとヨロシク仮面への想いを認め、代役を担当させる。
さかな柔道着
声 - 陶山章央
西友の屋上でのショーでヨロシク仮面と対決した敵怪人。名前通り柔道着を着た魚の怪人で、語尾に「サカナ」を付けて喋る。笑い声は「フィーッフィッフィッフィッシュ」。誤ってヨロシク仮面のブリーフを破く。
小林（）
声 - 松山鷹志
西友で行われたヨロシク仮面ショーのスタッフ。大木の意を汲みつつも、ヨロシク仮面の人気の低迷を実感しており、苦言を呈した。
ケン坊
『ヨロシク仮面 DATSU☆NO』に登場するシルクハットを被った少年。タケルと仲が良いが、彼がヨロシク仮面と同一人物だとは思っていない。
シケモク怪人スモーキン・ブギ
『ヨロシク仮面 DATSU☆NO』に登場する敵怪人。下半身がラクダになっているタバコの吸い殻の怪人で、語尾に「リベラ」を付けて喋る。笑い声は「スモークモクモク」。
シケモクを巡ってヨロシク仮面と戦い、新・ブリーフの舞にも耐えたが、突然現れた謎のヒーローのヒーローパンチで倒される。
謎のヒーロー
『ヨロシク仮面 DATSU☆NO』に登場する謎のヒーロー。ヨロシク仮面がピンチに陥った際、助けに現れる。

### 全国セクシーコマンドーフェスティバル参加高校および大会関係者
エキス＝パンダーX（仮名）
声 - 飛田展男
セクシーコマンドー協会会長。頭に鳥の覆面を被っている。全国大会では開会の挨拶を行った。自らが全責任を負うべきイベントでトラブルが起きても、面倒だからという理由で容認する。
審判
声 - 大林隆介
全国大会での試合を取り仕切る。怪しげな呪文と動きの後、涙を流しつつ試合開始を宣言する。頭のハチマキには紅白2本の羽根を挿しており、判定において使う。マ神が憑依したキャシャリンへのドーピング疑惑に関してはあっさりと容認した。
サンバ高校
サンバ風の衣装を着た生徒。陽気だが、メンバー同士の仲は悪い。1回戦でわかめ高校と対戦するが、マサルに5人抜きされる。メンバー表の名前が映されなかったため、個人の名前は不明。
先鋒
声 - 飛田展男
それぞれ「キテ」「レツ」「ヒャッカ」と名付けた3本の腋毛を育てている。マサルとの対戦で腋毛を引き抜かれた上、手の中で腋毛を増殖させるセクシーコマンドー技「ああNOる怒　手話LU杖ねっガー」を食らって敗北。
次鋒
声 - 石井康嗣
出場する際、「オイ～ッス」と凄みながら出てきたためフーミンらを恐れさせるも、直後にマサルに敗れる。
カブキ高校
前回の優勝校。決勝まで勝ち残るが、わかめ高校に棄権される。
桜田 門凱（）
声 - 南央美
少女漫画に出てきそうな美貌の、カブキ高校セクシーコマンドー部部長。相当な使い手のようであり、マサルを「ああいうタイプは怖い」と分析。わかめ高校との対戦を楽しみにしていたが、棄権される。
マサルと握手した際、マサルの手にガムを付けたが、自分は手にウニを刺された。パーマがかかった金髪が特徴だが、これは毎日巻貝でセットしており、本人曰く「自然素材を使った、ある意味天然パーマ」。
部員
声 - 鶴岡聡、横田栄治、加勢田進、岩坪理江
腕まくりをした長身、鉢巻きに眼鏡、痩せている男、帽子を被った小太りの4人。いずれも気弱だが、門凱同様に相当の使い手らしく、小太りの部員はガクラン高校を5人抜きする。
ガクラン高校
学帽と学ランの番カラ風学生。部員同士を「1号」「2号」と呼び合う。1回戦終了後、門凱が捨てたウニの殻が2号に刺さったことで、カブキ高校およびマサルとひと悶着を起こす。気性が荒く、マサルに対しても「おんどりゃあ」などの「男弁」で威嚇したが、マサルに「お前たちの学ランのボタンに『中』と書いて、いまだに中学校の学ランを着ているみたいにしてやる」と言い返された際には「やっていいことと悪いことがある」と返すなど、人並みにモラルを持ち合わせている。
試合ではカブキ高校と対戦したが、先鋒に5人抜きされた。マサルによるとセクシーコマンドーの腕前は大したことがないチームらしい。
ガクラン高校・1号
声 - 石井康嗣
リーダー格。
ガクラン高校・2号
声 - 石井康嗣
部員。ウニの殻が首に刺さったが、根性で痛みをこらえていた。
綾茂高校
自校の女子生徒を部に勧誘したところ、セクシーコマンドーをやっていることを恥ずかしがられたため、部員全員が黒装束で正体を隠している。素顔は全員ともかなりの美形らしい。一様に「キョーキョキョキョ」という無理のある笑い方をするので、時々咳き込むこともあり、笑う時には細心の注意を払わなければならない。また敗れた者には尻に缶や花を挟ませ、写真に収めるなどの罰を与える。
全国大会準決勝でわかめ高校と対戦するが、最終的に「謎の理由」で試合放棄。帰り際にテニスウェアを買っていったらしい。
キャプテン
声 - 菊池正美
部長。実は他の部員に黙ってテニス部に入部しており、しかも怪我をした上にマネージャーといい雰囲気になっていたことが発覚したため、部員全員から袋叩きに遭う。
コメッチ
声 - 森川智之
先鋒。骨ネタを得意とする。マ神が乗り移ったキャシャリンに怯えていたが、マ神があっさりと退散したことで勝利。その後フーミンと対決するが、フーミンのネタのあまりの寒さに辛い気分になってしまい、その隙を突かれ敗北。敗れはしたものの、その表情はとても幸せそうだった。あまりコメッチと呼ばれたくない様子。
こぶいち
声 - 岡野浩介
次鋒。「ネコの達人」などの異名を持つ。装束の中から猫のシルエットを浮かべ盾にする技でフーミンを倒すも、マチャ彦に敗れる。実際には猫は入っておらず、般若の仮面であった。
中堅と副将
声 - 鶴岡聡、加勢田進
2人抜きされたことに焦り、奥の手として2人が肩車して戦う作戦を実行したが、反則負けになる。

### 温泉宿「気絶温泉 男宿」
「男宿」は「おとこじゅく」と読む。セクシーコマンドー部が全国大会の優勝景品である温泉旅行のチケットを使い、冬休みに訪れた伊豆の温泉宿。モットーは「親切・丁寧・狂気」。宿に行く道中、紐を首に巻いて地面に付けないように男らしく3km走らなければならない。一方で女は女らしく補助輪付きの自転車に乗る。 
鼻頭 油とり三郎（）
男宿の宿長（じゅくちょう）。変な名前だが、その風貌には似合っていたためセクシーコマンドー部全員に納得された。夕食に食品サンプルを出した挙句それに痺れ薬を仕込み、毒を受け付けなかったマサルとの勝負にもつれ込む。戦い終わってマサルと男同士の友情が芽生えたようだが、マサルからは「男宿で一番男らしくない奴だった」と告げられた。
謎の中国人「K」（なぞのちゅうごくじん・ケー）
男宿の入口でセクシーコマンドー部を待ち構えた門番。ベタな中国人キャラ。一行に名前を「金（キン）」だと容易く看破された。日本のコメディアン・東京コミックショーのギャグを知っていたことから、日本人である疑惑も持たれている。
謎のアメリカ人「J」（なぞのあめりかじん・ジェイ）
男宿の浴場でセクシーコマンドー部を待ち構えた風呂の番人。ベタな外人キャラだが、なぜかバイザーを目に着けている。温泉旅行に誘ってもらえなかったため、密かに尾行してきたトレパンを人質にし、一行に73℃の熱湯風呂に2分間浸かる試練を課す。
男宿の者
野球のユニフォームに虚無僧の天蓋を被っている男。質問には一切答えず、セクシーコマンドー部を男宿へ案内した。その後は道端に倒れていた。

### その他の人物
サラリーマン
セクシーコマンドー部の花見に絡んできたサラリーマン。課長と平野と鈴木の3人。会社で左遷されており、その憂さ晴らしに泥酔。モエモエに絡み、注意した校長にビールをかけるなどの行為を行い、1人がマサルに倒される。その後、空手や柔道の有段者だと言って凄むも、マサル、フーミン、マチャ彦、キャシャリンに袋叩きにされた末、校長に叱られて反省した。
鬼風陣 豪（）
声 - 花田光
マサルたちが全国大会で準優勝してから少し経った頃に新しい総理大臣に就任した男性。スローガンは「ガタガタぬかすな　オレが世界を動かすかんね」。
かつてわかめ高校に在籍しており、当時は冬でもかたくなに半ズボンで通すはみ出し者だった。学校に不満を持ち、自分が校長になって学校を変えると断言したさかきばらに反発するも、そのさかきばらが文字通り校舎を動かしてみせたことに困惑。さらに力を使い果たし急激に老いたさかきばらの姿を見て、衝撃を受けながらも改心したらしい。
ポチ&ペス
マサルのチャームポイントの本来の持ち主。いずれも典型的なグレイタイプの宇宙人で、背が低く、目が大きめで、体色は銀色。3年半ほど地球に滞在しているらしく、普段は公園の地下に築いた『キン肉マン』に登場するキン肉ハウスのデザインをそのままパクった小屋に住んでいる。
最初にマサルが山でチャームポイントを拾った際、取り返そうとして対峙するが、返り討ちに遭う。その後、キャシャリンを改造・洗脳して再びチャームポイントを取り返そうとしたが、突如青いヒゲを生やしたマサルの紳士的な説得を受け、納得しつつ「マリガトー」のミステリー・サークルとキャシャリンの角を残して地中に帰った。
本名は第3部で明かされている。宇宙人スリーによると「ただの亀の餌やり係」らしい。
暗黒先生ジゴック
第2部「地獄校長編」に登場。自称「暗黒エスパー地獄むっちり校長ジゴック」。見た目は校長と酷似しており、頭にG字状のこぶのようなものを乗せている。
エスパーらしく、メソに酷似した無数の怪生物を使って、わかめ高校を乗っ取る。その後、自分を倒しに来たマサルたちに対抗してメソのような生物を操ろうと力んでいたが、突然力尽きた。
名前はNHK教育『このまちだいすき』のキャラクター「シゴック先生」に由来。マサルにも「名前が似ている」と指摘されている。
アニメでは最終回の48話の本編終了間際で止め絵として登場した。
宇宙人スリー
ウ元ハ王版5巻収録の第3部「はじめまして宇宙人スリーです編」に登場。自称「極悪宇宙三人衆」。
ポチとペスに代わってマサルのチャームポイントを取り戻すべく地球に来た3人組の宇宙人で、3人の容姿はそれぞれ異なる。UFOで地球に接近する途中、宇宙ゴミと衝突し、マサルたちに知られることなく星になった。

## セクシーコマンドー
本作に登場する架空の格闘技。一部では幻の格闘技と言われ、格闘技に精通した者にも「マニアックなもの」程度にしか思われていない。一般にはほとんど知られておらず、セクシーコマンドー協会（略称「セ協」）の会員は全国で200人程度らしい。
他の格闘技との決定的な違いは、相手の隙を無理矢理引き出し、その隙を利用して攻撃するというスタイルである。意外性を武器にするため、柔軟な発想が求められるほか、いわゆる「セクシーな人」はちょっとした仕草だけで十分に隙を作れるため、やる意味がないとされる。
セクシーコマンドーをやる者のことをセクシーメイトと呼び、ほぼ毎年セクシーメイトによる競技会が開かれている。返事は「ラジャー」「ウォンチュウ」「クリナップクリンミセス」「ラバーメン（ゴム人間）」、賞賛の掛け声は「ナイスセクシー」。

### セクシーコマンドーの技
セクシーコマンドーの極意は、いかに相手の隙を誘うかにかかっている。そのため、最も重視されるのは対戦相手を呆然とさせる意外性である。前フリ技と呼ばれる型はあるものの、前フリ後の展開に関しては各々セクシーメイト次第であるため、使い手の技量が顕著に現れてくる。
なお、「隙を作るための動き」そのものがセクシーコマンドーであり、隙を作った後にどのような攻撃をするかは重要視されない。そのため、単純な攻撃力を求めるならば、マサルのように別の格闘技の心得を持っていた方が有利と言える。
エリーゼのゆううつ
セクシーコマンドーの基本となる前フリ技の一つ。通称「エッちゃん」。
「ハァァァァ……」という声と共に目を光らせ、ズボンのチャックを下ろし、そこから何かを取り出す。マサルが使うセクシーコマンドーはほとんどこの技からの派生。スーザン（校長）の言によると、素人ならまだしもセクシーメイトには通じない、初歩の技らしい。
変わり身の術
セクシーコマンドー秘奥義。相手に殴られた際、人形に入れ替わったかのように見せかけるが、実際は着ぐるみを被って殴られているだけの技。着ぐるみの股間のチャックからハトを出して敵を驚かせる技「お笑いダンクシュート」に派生する。
キンけしを身代わりに使う場合もある。
放課後キャンパス
両手を後頭部で組み、「うっふ〜ん」などと言いながら腰を振る。通称「放キャン」。
普通は前フリ技として使うが、スーザン（校長）はこの技そのものを隙を作る技として使うという高等技術を見せた。
はじらいのひととき
詳細は不明だが、目を光らせるのがポイントらしい。
夜明けのエスプレッソ / ノンストップ狂四郎
名前だけ登場。エリーゼのゆううつ同様、セクシーメイトには通じないとされる。
あふれだす煮汁
エリーゼのゆううつからの発展系。ズボンのチャックを下ろし、そこから何かを取り出すと見せかけて左足を垂直に上げる。
夏★しちゃってるBoy
48の前フリ技その23。光り輝きながら万歳、寝転がるなどの動作後、ブリッジ状態でズボンのチャックを下ろす。かなり難易度が高いらしく、マサルもチャームポイントを外した状態で披露した。
あばれ恋女房
詳細は不明だが、ねじれヒジ天国の癖があると眉間に皺が寄りすぎるらしい。

### 競技としてのセクシーコマンドー
セクシーコマンドー協会による全国セクシーコマンドーフェスティバルが開催され、優勝商品を賭けて団体戦や年齢別制（団体戦や年齢別が導入されたのは1980年代半ば）で競技会が行われる。
第13回（昭和28年）から第18回（昭和33年）まで、この競技会の優勝者はさかきばらのぶゆきという人物で、7回出場して負けは1回のみという驚異的な成績を残している。また、1996年開催の「全国セクシーコマンドーフェスティバル'96」の高校団体戦では、さかきばらが校長を務める県立わかめ高校が準優勝している。他にセクシーコマンドー競技には階級試験も存在し、グローバルパートナーなどのクラスがある。
試合は、制限時間ありのポイント制で行われる。審判の「スタート」の掛け声により試合開始。セクシーコマンドーでは先制攻撃は不利になるため、先に技を出した方がファーストセクシーとして3万ポイント与えられる。これによって、お互いに技を出さないで様子を見たまま膠着する状況が無くなる。
審判はセクシーコマンドーの技によって生じた隙から、連続して入れた一撃にポイントを与える。攻撃が浅いと1億ポイント程度だが、攻撃がしっかりしたものと認められるとセクシー一本となり、審判の判定によって12億から15億ほどのポイントが入り試合は決着する。
攻撃の際に与えるダメージの大きさやスピードなどはポイントには関係なく、いかに隙を作り出すかと、それに繋がる攻撃の流れに重点が置かれる。小道具や薬物の使用も認められるが、複数の選手が試合に参加するのは禁止であり、反則負けとなる。また、この「隙」には自然発生したものや本人の自業自得によるものは認められず、あくまで技によって作り出された隙のみが認められる。
全国セクシーコマンドーフェスティバル'96に出場した高校
少なくとも8校は出場しているようだが、詳細不明。
- 県立わかめ高校
- カブキ高校
- サンバ高校
- ガクラン高校
- 綾茂高校
- 聖★またずれ高校

### セクシーコマンドーのなりたち
セクシーコマンドーの発祥は日本である。室町時代、「将軍の義持だか何だかが死に、次期将軍をくじ引きで決めたの決めてないの言ってるぐらいの頃」に成立したといわれる。当時農民により田楽などと共にうさ晴らしの遊びとして自然発生したという説があるが、そのような史実は無く俗説のようである。
下記のセクシーヒストリーにはせくしー斎と名乗る人物が生み出したと記載されている。せくしー斎が考案した際の名称は「せくしー小窓」であり、それが時の流れによって変化したようである。

### セクシーコマンドー関連書籍
セクシーコマンドー倶楽部
表紙はリンゴを持った少女の写真。セクシーコマンドーの基本情報が記されている。
セクシーヒストリー
セクシーメイトのバイブルとも言える本。通称「うっふん白書」。セクシーコマンドーの誕生秘話が記されている。

## 作中に登場するアイテム
本作に登場するアイテム・秘密兵器類を解説する。
チャームポイント
マサルが肩に装着している一対の輪。マサルはこう呼んでいるが、正式名称は不明。
マサルが山で修行していた頃に拾ったもの。マサル以外の人間では片手で持つことすら不可能なほど重い上に、雨に濡れると煙が出る、レジや体重計を狂わせ奇妙な文字を出す、身に着けると髪が伸びる、サングラスを近づけるとレンズが黄色く変色するなどの不可思議な現象を頻発させる。これを巡って毛生え薬研究会とセクシーコマンドー部の間に抗争が勃発したこともあった。
実は宇宙人の持ち物であり、連載後半にはこれの返却を求めて本来の持ち主である宇宙人がマサルたちに近づいたが、最終的にマサルの青いヒゲと紳士ぶりに宇宙人の方が折れ、マサルの所有物ということで落ち着いた。
ロボピッチャ型通信機
毛生え薬研究会のキースが使用する、ロボピッチャを改造して作られた通信機。通信機と言っても無線などではなく、信号弾のようなものを打ち上げ空中に雲を思わせる文字を表示する。表示できるのは4文字までなため、「ボスタスケテ」が「ボスケテ」になってしまった。
スーパーハンサムロボピッチャ
上記の通信機をマサルが密かに回収し、ピッチングマシンに改造したもの。
野球部との勝負内容が野球に決定したことに伴い、練習用に用意されたが、起動させるやいなやジェット噴射で大空高く飛んでいってしまった。アニメでは「スーパーハンサム機械投手」と呼称されている。
漢方マサルダイナミック
セクシーコマンドー全国大会でマサルがキャシャリンに渡した漢方薬。マサル曰く「いろいろそれっぽいのが入ってる」「つよしスペシャルよりは役に立つ」。飲んだキャシャリンは一時的に興奮状態になったが、結局いつものつよしスペシャルを飲んだ時と変わらず、それどころか外人のようになるという意味不明な効果をもたらした。
メホホ・ブルササンG
花中島家に代々伝わる秘伝のやせ薬。マサルがモエモエのために調合したが、マチャ彦たちはこれを睡眠薬だと勘違いしていた。怪しげな呪文を唱えながら肉じゃが、わかめ、ビール、甘納豆、名前が「もけ…」で始まる謎の草など様々な材料を大鍋で混ぜ合わせ煮込み、仕上げは野村義男のキラカードを挿して完成。
ハイテクメカ「メカいらーず君」
マサルが半年に一度、自分の髪型「ステキカット」をスタイリングするために使っているメカ。矛盾したネーミングが特徴的。頭に被るととても生温かい。試験勉強の役には全く立たない。
デグチ＝ホソナール
古代ギリシャで発明されたというウワサの狩猟具。入り口が大きく、出口が細くなっている土管のような外見、というか土管そのもの。遠近法による錯覚を利用し、すり抜けようとすると捕まって動けなくなる仕組み。「秘技ネコジャラシ」で脱出可能。

## 単行本

### ジャンプ・コミックス版
全7巻。表紙は高校卒業後、旅人になったマサルが世界中のどこかを旅している風景となっている。
1. 「マサルとトレンディ・ボーイズ」（1996年6月9日発売、ISBN 4-08-872271-X）
2. 「マサルと肉いアンチクショウ」（1996年9月9日発売、ISBN 4-08-872272-8）
3. 「マサルとドッキリハウスメソ」（1996年12月7日発売、ISBN 4-08-872273-6）
4. 「我が道を行く人々」（1997年3月9日発売、ISBN 4-08-872274-4）
5. 「マサルーナイトフィーバー」（1997年6月9日発売、ISBN 4-08-872275-2）
6. 「地獄温泉人質日記」（1997年9月9日発売、ISBN 4-08-872276-0）
7. 「あの時君は赤かった」（1997年12月9日発売、ISBN 4-08-872277-9）

### ウ元ハ王版
全5巻。「ウ元ハ王」は「完全」の文字を解体して別の文字にしたもの。ロゴは「完全」とも読めるようデザインされ、「ウゲンハオウ」とルビが振られている。第5巻に第3部「はじめまして宇宙人スリーです編」を1ページ書き下ろし。
1. 2008年1月21日発売、ISBN 978-4-08-874230-4
2. 2008年2月21日発売、ISBN 978-4-08-874231-1
3. 2008年3月25日発売、ISBN 978-4-08-874232-8
4. 2008年4月21日発売、ISBN 978-4-08-874233-5
5. 2008年5月21日発売、ISBN 978-4-08-874234-2

以下に主な特徴を挙げる。
- うすた京介描き下ろしの「進化型表紙[注 15]」。
ネーム段階だった漫画が巻数を重ねるごとに完成していくというものであるが、途中で奇妙な落書きが付け加えられていく。元絵は第3話でマサルがマチャ彦に攻撃するシーンから。
- 全ページを蛍光色で着色。
雑誌掲載時のカラー画が再現されていない反面、雑誌掲載時にカラーでなかった部分を蛍光色で着色。このことから本書は「完全版ではないが、それに近い何か」という意味で「ウ元ハ王版」となった。着色される部分は擬音の一部や集中線、効果線などに限られ、着色に使われる色は各巻1種類である。以下に各巻で使用される蛍光色を列挙する。
  - 第1巻はピンクを基調とした蛍光色。
  - 第2巻はグリーンを基調とした蛍光色。
  - 第3巻はオレンジを基調とした蛍光色。
  - 第4巻はブルーを基調とした蛍光色。
  - 第5巻はオレンジとも赤とも取れない色を基調とした蛍光色。
- 副音声的コメンタリー
各ページの脇にスペースがあり、そこに高校を卒業して数年（マサル曰く2、3年）経った登場人物が、漫画の内容を見ながら過去を振り返るコメントをする。各巻によって対談するメインキャラが代わる。
  - 第1巻：花中島マサル×藤山起目粒（フーミン）
  - 第2巻：うすた京介×平野正臣
  - 第3巻：『ピューと吹く!ジャガー』よりジャガージュン市×酒留清彦（ピヨ彦）
特別出演：浜渡浩満（ハマー）×神の声（うすた京介）
  - 第4巻：『家庭教師ヒットマンREBORN!』より沢田綱吉（ツナ）×リボーン
その他（獄寺隼人・山本武・ランボ・雲雀恭弥・六道骸・クローム髑髏・柿本千種・城島犬・イーピン・笹川京子・三浦ハル・スクアーロ）
  - 同4巻：『ハチミツとクローバー』より花本はぐみ×竹本祐太
その他（山田あゆみ・真山巧・森田忍・花本修司）
  - 同4巻：『BLEACH』より黒崎一護×井上織姫
その他（朽木ルキア・松本乱菊）
  - 同4巻：『ぼくのわたしの勇者学』より鋼野剣×河野盾
その他（火野木望・宗村まさゆき）
  - 第5巻：インターネットで募集した質問にキャラクターたちが答える。（マサル・フーミン・マチャ彦・キャシャリン・アフロ君・メソ・モエモエ・トレパン・マリコ先生・スーザン・マ神・ボナンザ・サトル・マサルの母・ヨロシク仮面・桜田門凱・うまい棒・タケダ・うすた京介）

### 集英社文庫コミック版
全5巻。第5巻に第3部「はじめまして宇宙人スリーです編」と文庫版あとがきを収録。カバーイラストは全巻うすたが新規に書き下ろしている。
1. 2015年4月17日発売、ISBN 978-4-08-619549-2
2. 2015年4月17日発売、ISBN 978-4-08-619550-8
3. 2015年5月15日発売、ISBN 978-4-08-619551-5
4. 2015年6月18日発売、ISBN 978-4-08-619552-2
5. 2015年7月17日発売、ISBN 978-4-08-619553-9

## テレビアニメ
1998年1月5日から同年4月2日まで、TBS系（一部地域を除く）の深夜番組『ワンダフル』内で放送。監督は大地丙太郎。1話約8分、全48話＋総集編2話。原作単行本5巻までの内容がアニメ化され、アニメ版の最終回は「最終回」という事象そのものも題材に使われていた。
基本的には原作に忠実（脚本も存在せず、アニメの1話＝原作の1話分となっている）。ただ、漫画でそのまま使われていた会社名などの固有名詞や、放送上問題のある言葉などは、アニメ化の際に修正されている場合があった。その他、原作をそのままアニメ化してしまうと尺が足りなくなってしまうという判断から、短編が集合した原作21話（コマンドー21）の一部や、「ウクレレ講座」などのミニコーナーが挿入されるなどした。
原作者であるうすたはアニメに関しては「当初断る気だったが、連載中いくら待ってもアニメ化の話が来なかったため、あっさり承認した」と述べている。また監督を務めた大地は、「タイトルを聞いて成人向け漫画と思ったが、原作を読んでみて面白かったから引き受けた」と語っている。
オープニングの題字は、タイトルロゴが背後から現れる途中で破壊されて、西村知美による題字が正確なタイトルとして使われる体裁になっている。映像では大地が過去に手掛けた『ナースエンジェルりりかSOS』や同時期に監督していた『こどものおもちゃ』、『サザエさん』『サイボーグ009』『狼少年ケン』といった他アニメのオープニングのパロディが多く含まれ、終盤で唐突にPENICILLINの実写（主題歌『ロマンス』のプロモーションビデオ）が挿入される。大地が歌の尺に合わせてコンテを切っていたらカット数が足りなくなったらしく、PVを入れて急場をしのごうと考えた結果であることが、自身がパーソナリティを務める番組『アニメっていいよね』で語られた。結果タイアップ効果が高まり、『ロマンス』の大ヒットに繋がる一因にもなった。題字を担当した西村は本作の大ファンであることを公言しており、単行本を大量に買い込み、単行本にメモの内容を書き込んだ上に、ついでにこの漫画を読むよう書き残して、メモ用紙代わりにあちこちに置いていき、漫画の宣伝に努めたというエピソードがあった。
『ワンダフル』が一貫してネットされていなかった毎日放送（MBS）では、2001年2月3日から同年6月16日まで『アニメシャワー』枠内で30分に再編集されて放送された。その際、『ワンダフル』放送時に流れたマサルの最後の一言は省略され、その代わり最後にエンディングが追加された（ソフト版ではマサルの最後の一言とエンディングの両方が収録されている）。
『ワンダフル』を翌0:30飛び降りとしていたネット局・期間では本作品（というより、アニメコーナー自体）放送されていなかった。
韓国では2008年にウ元ハ王版（ko:오나전판）の刊行に合わせてCHAMP TVで放映され、コマンドー27のマサルが偽造サインボールを作るシーンで「ぶるうたす」の代わりにプロゲーマーのイム・ヨファンの名前を使うなど、原作同様当時の韓国に合わせた若干のローカライズが行われた以外はほとんどそのまま放送された。

### スタッフ
- 原作 - うすた京介
- 監督 - 大地丙太郎
- 助監督 - 桜井弘明
- 企画 - 吉田啓良
- キャラクターデザイン - 桝館俊秀
- 色彩設計 - 西川裕子
- 美術監督 - 柴田千佳子
- 撮影監督 - 神山茂男
- 編集 - 松村正宏、伊藤裕
- 制作担当 - 東道泰
- 制作デスク - 三上鉄男
- 音響監督 - 田中一也
- 音楽 - 山本はるきち
- 音響効果 - 奥田維城
- プロデューサー - 出﨑哲
- アニメーションプロデューサー - 石川眞実
- 題字 - 西村知美
- アニメーション制作 - マジックバス
- 製作・著作 - TBS

### 主題歌
「ロマンス」
作詞 - HAKUEI / 作曲 - PENICILLIN / 編曲 - PENICILLIN、重盛美晴 / 歌 - PENICILLIN
総集編2ではエンディングとして使用された。
挿入歌
「不備の総合商社」
作詞・作曲・編曲 - 福岡三四郎 / 歌 - GREEDY GREEN
「チメイドの歌」（6話）
作詞・作曲・編曲 - 山本はるきち / 歌 - 加勢田進、杉本ゆう
「セクシーコマンドー部 主だい歌（ブルース）」（8・40話）
作詞 - うすた京介 / 作曲・編曲 - 山本はるきち / 歌 - 上田祐司、井上和彦、一条和矢
「よろしく仮面 テーマ」（18・38・42話）
作詞 - うすた京介 / 作曲・編曲 - 山本はるきち / 歌 - 井上和彦 /  コーラス - 加勢田進、杉本ゆう、岩坪理江、小西寛子 / セリフ - 井上和彦、高橋広司
原作での曲名は「よろしくミドルキック」。ソフト版およびアニメシャワー版ではエンディングとして使用された。また、アニメシャワー版ではイントロとアウトロに鈴木史朗のナレーションが挿入されている。
「モイスチャー効果」（24話）
作詞 - うすた京介 / 作曲・編曲 - 山本はるきち / 歌 - 上田祐司
「お料理行進曲」（31話）
作詞 - 森雪之丞 / 替詞 - うすた京介 / 作曲・編曲 - 平間あきひこ / 歌 - 上田祐司、南央美
「体育すわり」（33・34・45話・総集編2）
作詞 - うすた京介 / 作曲・編曲 - 山本はるきち / 歌 - 上田祐司（33・34話）、小西寛子（45話・総集編2）
「青春マスマティックス」（47話）
作詞 - うすた京介 / 作曲・編曲 - 山本はるきち / 歌 - 上田祐司

### 各話リスト
ナレーションは当時（1998年2月まで）TBSアナウンサーだった鈴木史朗（43話では齋藤彩夏、総集編では上田祐司・小西寛子）が担当。
| 話数    | サブタイトル                                                  | 絵コンテ   | 演出       | 作画監督   | 放送日        |
| ------- | ------------------------------------------------------------- | ---------- | ---------- | ---------- | ------------- |
| 1       | コマンドー1 マサルとヒゲ                                      | 大地丙太郎 | 大地丙太郎 | 昆進之介   | 1998年 1月5日 |
| 2       | コマンドー2 マサルと赤白帽                                    | 大地丙太郎 | 鈴木芳成   | 昆進之介   | 1月6日        |
| 3       | コマンドー3 マサルと男の証                                    | 桜井弘明   | 鈴木芳成   | 昆進之介   | 1月7日        |
| 4       | コマンドー4 マサルと誓約書                                    | 大地丙太郎 | 鈴木芳成   | 昆進之介   | 1月8日        |
| 5       | コマンドー5 マサルと美女                                      | 四分一節子 | 山内富夫   | 横山淳一   | 1月12日       |
| 6       | コマンドー6 マサルと覆面男（パート1）                         | 四分一節子 | 山内富夫   | 坂本次男   | 1月13日       |
| 7       | コマンドー7 マサルと覆面男（パート2）                         | 四分一節子 | 山内富夫   | 山崎勝彦   | 1月14日       |
| 8       | コマンドー8 マサルとトレンディ・ボーイズ                      | 四分一節子 | 山内富夫   | 林和男     | 1月15日       |
| 9       | コマンドー9 マサルとウルトラプライスセール                    | 大地丙太郎 | 花井信也   | 杉光登     | 1月19日       |
| 10      | コマンドー10 マサルとイソベとあやしい奴ら                     | 南康宏     | 花井信也   | 山崎隆生   | 1月20日       |
| 11      | コマンドー11 マサルと肉いアンチクショウ                       | 四分一節子 | 高橋滋春   | 西尾彰子   | 1月21日       |
| 12      | コマンドー12 マサルとスーザンとあと謎の発明集団               | 桜井弘明   | 花井信也   | 野館誠一   | 1月22日       |
| 13      | コマンドー13 マサルとボス                                     | 前島健一   | 棚橋一徳   | 小田仁     | 1月26日       |
| 14      | コマンドー14 マサルとヒゲ魂                                   | 前島健一   | 棚橋一徳   | 野館誠一   | 1月27日       |
| 15      | コマンドー15 マサルとガッツ合戦                               | 小田原男   | 棚橋一徳   | 小田仁     | 1月28日       |
| 16      | コマンドー16 マサルとナイスメガネ教師                         | 小田原男   | 棚橋一徳   | 野館誠一   | 1月29日       |
| 17      | コマンドー17 マサルとあのお方たち                             | 香川豊     | 高橋滋春   | 梶原賢二   | 2月2日        |
| 18      | コマンドー18 マサルと真ヒーロー                               | 香川豊     | 高橋滋春   | 梶原賢二   | 2月3日        |
| 19      | コマンドー19 マサルとお花見大作戦（前編）                     | 香川豊     | 高橋滋春   | 梶原賢二   | 2月4日        |
| 20      | コマンドー20 マサルとお花見大作戦（後編）                     | 高橋滋春   | 高橋滋春   | 梶原賢二   | 2月5日        |
| 21      | コマンドー52 スーザン先生                                     | 四分一節子 | 鈴木芳成   | 小林ゆかり | 2月9日        |
| 22      | コマンドー22 マサルと留年決定記念地獄の電車でおでかけめそ…    | 四分一節子 | 鈴木芳成   | 小林ゆかり | 2月11日       |
| 23      | コマンドー23 マサルと留年地獄決定おでかけ記念の電車めそ…?     | 四分一節子 | 四分一節子 | 小林ゆかり | 2月12日       |
| 24      | コマンドー24 マサルとドッキリハウスメソ                       | 四分一節子 | 四分一節子 | 小林ゆかり | 2月16日       |
| 25      | コマンドー25 マサルとライク・ア・ローリング・ジャージ         | 和田高明   | 香川豊     | 坂本次男   | 2月17日       |
| 26      | コマンドー26 マサルと細い秘密兵器                             | 和田高明   | 香川豊     | 坂本次男   | 2月18日       |
| 27      | コマンドー27 マサルとK.Dズ                                    | 音地正行   | 香川豊     | 坂本次男   | 2月23日       |
| 28      | コマンドー28 マサルとスラッガー軍団                           | 音地正行   | 香川豊     | 坂本次男   | 2月24日       |
| 29      | コマンドー29 マサルと必殺合戦                                 | 高橋滋春   | 棚橋一徳   | 小田仁     | 2月25日       |
| 30      | コマンドー30 マサルとドキッ!! 男だらけの野球大会              | 高橋滋春   | 棚橋一徳   | 小田仁     | 2月26日       |
| 31      | コマンドー31 マサルとあぶないめそ                             | 南康宏     | 棚橋一徳   | 野館誠一   | 3月2日        |
| 32      | コマンドー32 マサルと没個性新人                               | 石崎すすむ | 棚橋一徳   | 野館誠一   | 3月3日        |
| 33      | コマンドー33 マサルの放課後個人授業                           | 真野玲     | 花井信也   | 白井伸明   | 3月4日        |
| 34      | コマンドー34 マサルとなるほど・ザ・セクシー夏の祭典スペシャル | 真野玲     | 花井信也   | 前島和子   | 3月5日        |
| 35      | コマンドー35 マサルと必勝男                                   | 香川豊     | 花井信也   | 音地正行   | 3月10日       |
| 36      | コマンドー36 マサルとあやしい友情                             | 前島健一   | 花井信也   | 音地正行   | 3月11日       |
| 37      | コマンドー37 マサルと行方不明                                 | 高橋滋春   | 高橋滋春   | 梶原賢二   | 3月12日       |
| 38      | コマンドー38 マサルとアフロ魂                                 | 小田原男   | 高橋滋春   | 梶原賢二   | 3月13日       |
| 39      | コマンドー39 マサルとニセ肉マン                               | 前島健一   | 高橋滋春   | 小林ゆかり | 3月16日       |
| 40      | コマンドー40 フーミンとネコの達人                             | 前島健一   | 高橋滋春   | 古川美樹   | 3月17日       |
| 41      | コマンドー41 激マブ! あばれん坊中堅                           | 音地正行   | 和田高明   | 和田高明   | 3月18日       |
| 42      | コマンドー42 我が道を行く人々                                 | 音地正行   | 和田高明   | 和田高明   | 3月19日       |
| 43      | コマンドー43 ものたろう                                       | 和田高明   | 和田高明   | 和田高明   | 3月23日       |
| 44      | コマンドー44 轟け! 新聞男!                                    | 和田高明   | 和田高明   | 和田高明   | 3月24日       |
| 45      | コマンドー45 ダイエット・インポッシブル                       | 四分一節子 | 棚橋一徳   | 小林ゆかり | 3月25日       |
| 46      | コマンドー46 マサルとクスリ祭                                 | 長濱博史   | 長濱博史   | 長濱博史   | 3月26日       |
| 47      | コマンドー47 マサルと勉強パーティー                           | 四分一節子 | 棚橋一徳   | 小林ゆかり | 3月30日       |
| 48      | コマンドー48 マサルーナイトフィーバー                         | 四分一節子 | 大地丙太郎 | 小林ゆかり | 3月31日       |
| 総集編1 | 2日でできるマサルさんマスターへの道 ～入門編～                | -          | -          | -          | 4月1日        |
| 総集編2 | 2日でできるマサルさんマスターへの道 ～青春激闘編～            | -          | -          | -          | 4月2日        |

### 映像ソフト化
いずれもバンダイビジュアルより発売。
- VHS（現在廃盤）

1. 1998年4月25日発売、コマンドー1 - 8収録
2. 1998年4月25日発売、コマンドー9 - 16収録
3. 1998年5月25日発売、コマンドー17 - 20、52、22 - 24収録
4. 1998年5月25日発売、コマンドー25 - 32収録
5. 1998年6月25日発売、コマンドー33 - 40収録
6. 1998年6月25日発売、コマンドー41 - 48、総集編1・2収録

- LD（現在廃盤）

1. 1998年7月25日発売、コマンドー1 - 12収録
2. 1998年7月25日発売、コマンドー13 - 20、52、22 - 24収録
3. 1998年8月25日発売、コマンドー25 - 36収録
4. 1998年8月25日発売、コマンドー37 - 48、総集編1・2収録

- DVD

全3巻。2001年1月25日に3巻同時発売。16話収録。3巻のみ18話収録。
- Blu-ray

2025年現在、リリースされていない。

### サウンドトラック
イーストウエスト・ジャパンより1998年3月15日に発売。
| TBS系 ワンダフル内アニメ枠 | TBS系 ワンダフル内アニメ枠                  | TBS系 ワンダフル内アニメ枠 |
| 前番組                     | 番組名                                      | 次番組                     |
| -------------------------- | ------------------------------------------- | -------------------------- |
| 行け!稲中卓球部 （再放送） | セクシーコマンドー外伝 すごいよ!!マサルさん | AIKa                       |